# Baltex

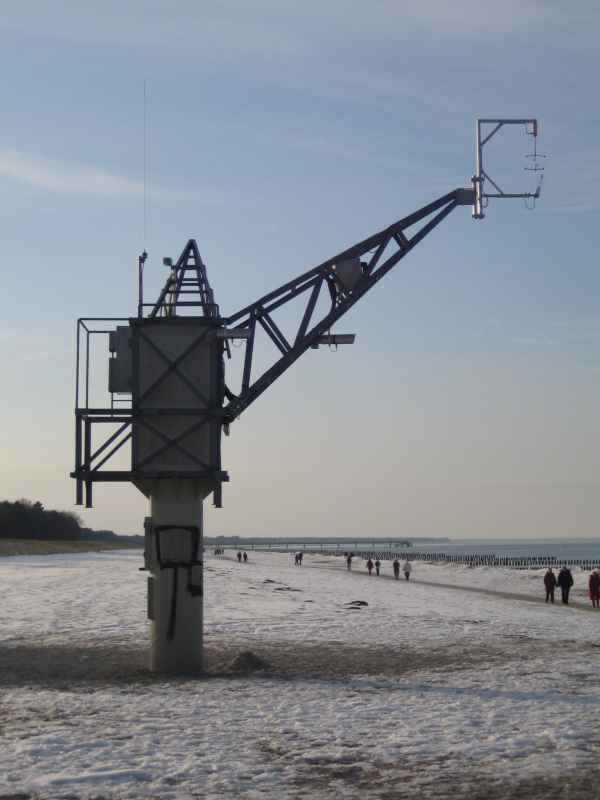
Turbulenz-Messstation des BALTEX-Programmes zur Erfassung der meteorologischen Wasserbilanz am Strand in Zingst

Das Baltic Sea Experiment, kurz BALTEX, ist ein Programm der Ostsee-Anrainerstaaten zur Erforschung des Wasserkreislaufs im Einzugsbereich der Ostsee.
Dazu wird die meteorologische (der Süßwassereintrag durch Regen und der Süßwasserverlust durch Verdunstung), die hydrologische (der Eintrag von Süßwasser durch die Flüsse) und die ozeanografische (der Wasseraustausch mit den Weltmeeren) Wasserbilanz der Ostsee untersucht.
Die Messungen dienen dem Ziel, Modelle zu entwickeln, die eine zuverlässigere Wettervorhersage und die Abschätzung wahrscheinlicher künftiger Klimazustände erlauben.